# Википедија на чувашком језику
Википедија на чувашком језику је верзија Википедије на чувашком језику, слободне енциклопедије, која данас има 57.683 чланака и заузима на листи Википедија 98. место.